# Interregnum
Interregnum ima dva značenja. U jednom značenju ono predstavlja stanje društva prije nastanka države. Tako se može reći da se prvobitna zajednica nalazila u interregnumu, dakle u jednom pred državnom stanju u kome nijesu formirani državni organi i vlast. 
Drugo značenje interregnuma je savremenije i znači: tzv. međuvlašće. To je stanje države u kome nova vlast nije preuzela sve funkcije stare vlasti, tj. nije se osamostalila.
Interregnum može biti ustavni ili državni. Ustavni interregnum je kada se nova vlast nije konstituisala ustavom, odnosno nije ozakonila sebe, a državni interregnum je kada ta nova uspostavljena vlast i država nisu još međunarodno priznati.
Primjer interregnuma jeste situacija iz 1945. godine kada su komunisti osvojili vlast i stvorili novu državu, ali tu vlast nisu ozakonili ni novim ustavom, ni međunarodnim priznanjem sve do 1946. godine. U tom periodu ova država nije međunarodno priznata nego je to urađeno posle rata. Dakle, tokom ovog kratkog perioda ona je bila u ustavnom i državnom interregnumu.

## Literatura
1. ↑  „British International Studies Association Introduction: The Interregnum”. Review of International Studies. 25: 3—19. 1999.